# Chiesa di San Tommaso al Pantheon
La chiesa di San Tommaso al Pantheon si trova a Siracusa, ubicata tra la fine del corso Gelone, il Foro siracusano, la piazza Euripide e la via Armando Diaz.

## Storia
La chiesa di San Tommaso al Pantheon, comunemente chiamata dai siracusani  "il Pantheon", è considerata come il principale monumento ai caduti della I guerra mondiale, perché al suo interno riposano le spoglie dei soldati siracusani periti al fronte durante il primo conflitto mondiale.
Nel 1939 venne visitato dal Re Vittorio Emanuele III in visita ufficiale a Siracusa.

## Descrizione
Progettata dall'architetto Gaetano Rapisardi, la struttura è di stile moderno, edificata a partire dal 1919, con forma circolare, la sua sezione è cilindrica ed è caratterizzata da ampi pilastri divisi da grandi vetrate che sorreggono un terrazzino comprendente alcune finestrelle sormontate da croci di pietra. In cima alla chiesa vi è posta una piccola torretta campanaria in cemento armato.

L'ingresso è dato da un grande portale bronzeo, ai cui lati sono  poste lapidi commemorative in memoria dei caduti in guerra. All'interno si ha l'unica navata circolare della chiesa, dove si trovano le lapidi e le spoglie dei siracusani caduti al fronte. L'altare maggiore è elegante e accanto si trovano pregevoli opere sacre di epoca contemporanea.
Sovrasta il portone d'ingresso una grande croce rossa, al cui interno riposano le spoglie di Costanza Bruno.